# A50 (Italië)
De Autostrada A50 (oftewel Tangenziale Ovest di Milano) is een 45 kilometer lange Italiaanse tolvrije Autosnelweg die deel uitmaakt van de Rondweg Tangenziale van Milaan. Dit is het westelijke deel van de rondweg, dat tevens het langst is.
De A50 begint bij de Autostrade A8 ten noordoosten van  het stadje Rho en eindigt een knooppunt met de A51 de oostelijke rondweg van Milaan en het begin van de A1 naar Napels.